# گوی‌بلاغ (شکی)
گوی‌بلاغ (به لاتین: Göybulaq) یک منطقه مسکونی در جمهوری آذربایجان است که در شهرستان شکی واقع شده است. گوی‌بلاغ ۳۷۰ نفر جمعیت دارد.